# NGC 5119
NGC 5119 est une galaxie lenticulaire située dans la constellation de la Vierge. Sa vitesse par rapport au fond diffus cosmologique est de 3 225 ± 37 km/s, ce qui correspond à une distance de Hubble de 47,6 ± 3,4 Mpc (∼155 millions d'al). NGC 5119 a été découverte par l'astronome britannique John Herschel en 1836.